# Пекорино
Пекоріно (італ. pecorino, досл. «овечка») — велика сім'я італійських сирів, що виробляються з овечого молока. Зазвичай, має зернисту структуру, що стає помітнішою в залежності від терміну дозрівання.
Назва сиру походить від слова італ. pecora, досл. «вівця», а походження його прослідковується до давньоримських часів.
У пекорино міститься чимало незамінних амінокислот, вітамінів груп A, B, PP, С, Е, мінералів кальцію та фосфору.

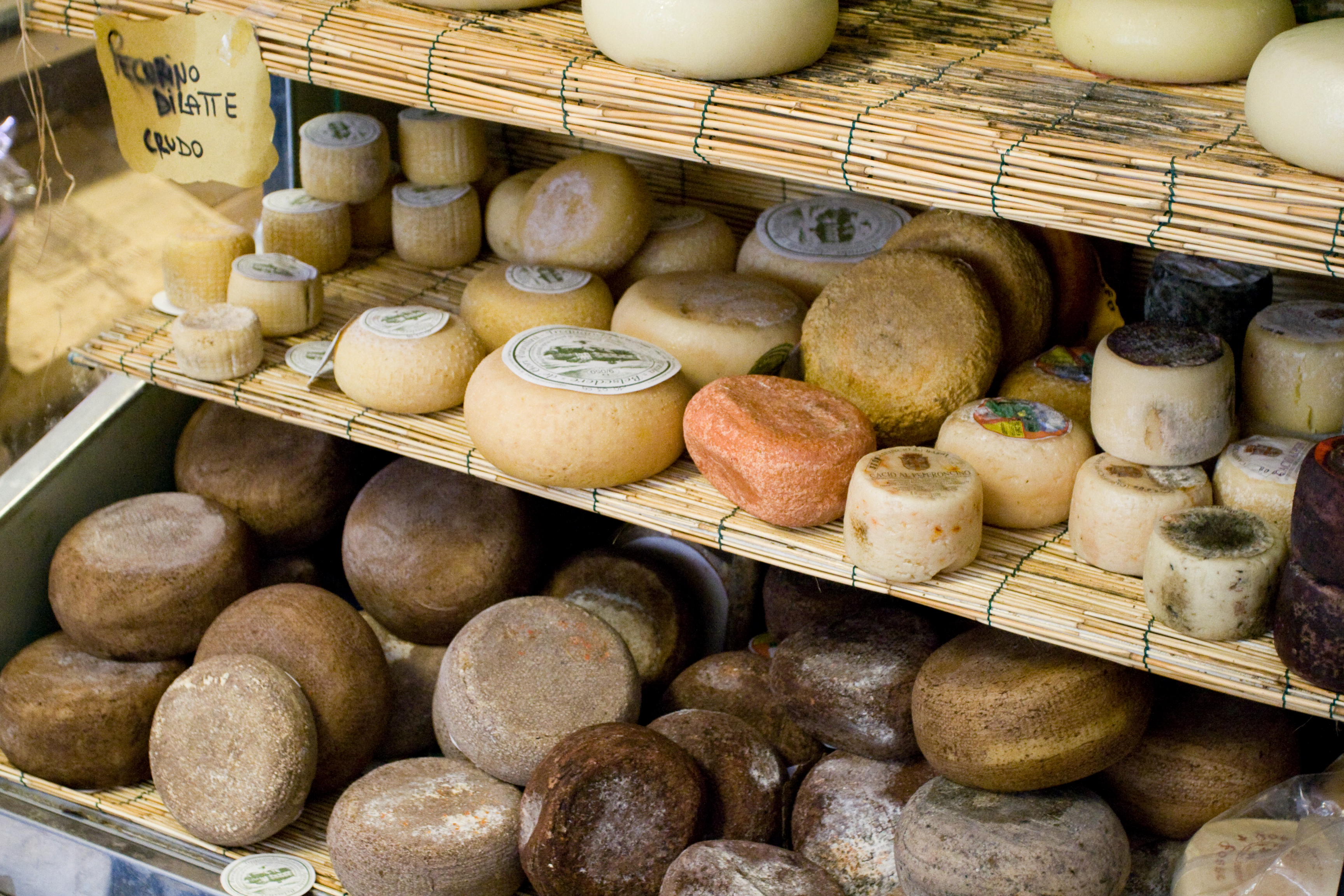
Різні сорти сирів пекорино на вітрині

## Огляд
Із шести основних сортів пекорино, кожен з яких відповідно до законодавства Європейського Союзу має статус захищеного походження назви (ЗПН, D.O.P.), пекорино романо, ймовірно, найвідоміший за межами Італії, особливо в Сполучених Штатах, які були важливим експортним ринком для сиру з XIX століття Цей вид овечого сиру виробляється на острові Сардинія, хоча його виробництво також дозволене в Лаціо та тосканських провінціях Гроссето і Сієна. Про цей сир і техніку його виробництва писали ще давньоримські автори.
Інші п'ять зрілих сирів із ЗПН — це сир з Сардинії (casu berbeghinu сардинською мовою); З Тоскани (італ. pecorino toscano), виробництво якого вже було засвідчене Плінієм Старшим у його «Природній історії»;, пекорино сіцілійський (італ. pecorino siciliano) (або picurinu sicilianu сицилійською мовою); пекорино з Філіано (італ. pecorino di Filiano) з регіону Базіліката; і пекорино з провінції Кротоне в Калабрії. Ще одним добре відомим пекорино є той, який виробляли в Атрі у регіоні Абруццо, (італ. pecorino di Atri).
Усі вони представлені в різних стилях залежно від того, як довго вони витримані. Більш зрілі сири, іменовані стаджонато («витримані» або «витримані»), більш тверді, але все ще розсипчасті за текстурою і мають явно маслянистий і горіховий смак. Два інших типи, напівстажонато і фреска, мають більш м'яку текстуру і м'які вершкові та молочні смаки.

## Традиції
Варіант із Південної Італії — pecorino pepato (буквально «пекоріно з перцем»), до якого додають горошини чорного перцю. Сьогодні роблять багато інших добавок, наприклад, волоські горіхи, рукколу або крихітні шматочки білого або чорного трюфеля.
На Сардинії личинки сирної мухи навмисно вводять у пекоріно сардо, щоб виготовити місцевий делікатес під назвою casu martzu, що означає «тухлий сир».
Завершити їжу можна гарним пекоріно стаджонато, подати з грушами та волоськими горіхами або полити міцним каштановим медом. Пекоріно також часто використовується для приготування макаронних виробів і раніше був природним вибором для більшості італійських регіонів від Умбрії до Сицилії, а не для дорожчого Парміджано-Реджано. Його все ще віддають перевагу для макаронних виробів у Римі та Лаціо, наприклад, макарони, заправлені sugo all'amatriciana, cacio e pepe та pasta alla Gricia.

## Використання
При подачі на стіл пекоріно зазвичай супроводжується грушею, виноградом, волоським горіхом, медом, домашнім хлібом. Також натертий пекоріно нерідко використовується для приправи пасти замість дорожчого пармезану. В силу великого числа різновидів сиру до нього радять безліч різних вин, але к'янті класіко є найкращим вибором.

## Гра Руцола
Головку доброї витримки пекоріно використовують як спортивний снаряд у популярній італійській грі Руцола. Під час гри сир, прив'язаний стрічкою до руки, треба закинути якнайдалі. Переможець або команда в нагороду отримує сам сир.